# Lola LC88
A Lola LC88 egy Formula–1-es versenyautó, amelyet a Lola Cars tervezett a Larrousse csapat számára, amely az 1988-as Formula–1 világbajnokság során versenyeztette, valamint az 1989-es bajnokság első futamán. Pilótái Yannick Dalmas és Philippe Alliot voltak, valamint egy-egy verseny erejéig az előbbit váltó Pierre-Henri Raphanel és Szuzuki Aguri.

## Áttekintés
Az autó az előző évi LC87 átalakított változata volt, a legnagyobb változtatásokat az első felfüggesztés környékén végezték el. Ironikus módon ez lett az autó gyenge pontja is az idényben, ugyanis állandó tapadási gondokkal küzdöttek, valamint a felhasznált anyagok minősége is hagyott maga után kívánnivalót. Ugyanazokat a Ford-Cosworth DFZ erőforrásokat használták, mint az előző idényben (ez az év volt a turbókorszak utolsó éve). 1989-ben a Lamborghini erőforrásaira váltottak, ezért ezekkel látták el ezeket az autókat is, melyekből összesen öt épült.

## Versenyben
A szezon viszonylag jól indult Brazíliában, mert mindkét versenyző kvalifikálni tudott a futamra, azonban motormeghibásodások miatt ki kellett állniuk. Imolába egy áttervezett orrkúppal és első felfüggesztéssel érkeztek - itt már mindketten célba értek, de körhátránnyal, Alliot-nak ráadásul meghibásodott a felfüggesztése. Mindkét pilóta a tapadás hiányára panaszkodott, ezért a futam után Dalmas kitartóan tesztelt, hogy kiküszöböljék a hibákat. Monacóban majdnem meg is lett a pontszerzés neki, de Riccardo Patrese a leintés előtt megelőzte őt, így csak hetedik lett. Alliot versenyét ugyancsak Patrese tette tönkre egy lekörözés közbeni koccanással.
A mexikói futam időmérő edzésén Alliot hatalmas balesetet szenvedett: a Peraltada kanyarból kifelé tartva megdobta az autóját egy kerékvető, minek hatására a boxutca falának csapódott, majd onnan visszapattanva szaltózásba kezdett és fejjel lefelé állt meg a füvön. Mivel korábban jó időt futott és a csapat is újjá tudta építeni az autóját, részt vehetett a versenyen. A futam nem tartott sokáig a számára, mert az autója beragadt a rajtrácson, és az első körben ki is kellett állnia a felfüggesztés repedése miatt. Kanadában Dalmas volt az, aki összetörte az autót még a szabadedzésen, és itt véget is ért számára a hétvége, mert a tartalék autóval nem tudott jó időt futni. A szezon elején elszenvedett kisebb-nagyobb balesetek azt jelentették, hogy a csapatnak nem maradt tartalék kasztnija, ezért a törötteket kellett valahogy megjavítaniuk.
A szezon második felére visszaesett a teljesítményük, ráadásul a spanyol nagydíj után Dalmasnál legionáriusbetegséget diagnosztizáltak, ezért a helyére először Szuzuki, majd Raphanel ült be, de ők se tudtak csodát tenni. Az idényt a csapat nulla ponttal zárta.
A B-variánsú autóval indultak az 1989-es szezonnyitó brazil nagydíjon, ismét a Dalmas-Alliot versenyzőpárossal. Az egyedüli lényeges különbség a Lamborghini motor volt. Az egyetlen futamon, amin indultak vele, nem szereztek pontot.

## Utóélete
Az 1988-as idény végén Rob Cox Formula Libre-pilóta megvásárolt két kasztnit. Az egyikkel indult az 1989-es Design Fireplaces együléses bajnokságban, amit meg is nyert, továbbá részt vett fele az 1989-es Formula Libre bajnoki küzdelmekben. A másik példányt eladta Mike Stock részére (a Stock Aitken Waterman trió tagja).
A Lamborghini-motoros autó jelenleg a franciaországi Loheac múzeumában van kiállítva, az Alliot által használt autó pedig az ausztráliai Adelaide-ben.

## Eredmények
| Év   | Entrant             | Kasztni | Motor             | Gumik | Pilóták               | 1   | 2   | 3   | 4   | 5   | 6   | 7   | 8   | 9   | 10  | 11  | 12  | 13  | 14  | 15  | 16  | Pontok | Helyezés |
| ---- | ------------------- | ------- | ----------------- | ----- | --------------------- | --- | --- | --- | --- | --- | --- | --- | --- | --- | --- | --- | --- | --- | --- | --- | --- | ------ | -------- |
| 1988 | Larrousse & Calmels | LC88    | Ford Cosworth DFZ | G     |                       | BRA | SMR | MON | MEX | CAN | DET | FRA | GBR | GER | HUN | BEL | ITA | POR | ESP | JPN | AUS | 0      | -        |
| 1988 | Larrousse & Calmels | LC88    | Ford Cosworth DFZ | G     | Yannick Dalmas        | KI  | 12  | 7   | 9   | NK  | 7   | 13  | 13  | 19  | 9   | KI  | KI  | KI  | 11  |     |     | 0      | -        |
| 1988 | Larrousse & Calmels | LC88    | Ford Cosworth DFZ | G     | Szuzuki Aguri         |     |     |     |     |     |     |     |     |     |     |     |     |     |     | 16  |     | 0      | -        |
| 1988 | Larrousse & Calmels | LC88    | Ford Cosworth DFZ | G     | Pierre-Henri Raphanel |     |     |     |     |     |     |     |     |     |     |     |     |     |     |     | NK  | 0      | -        |
| 1988 | Larrousse & Calmels | LC88    | Ford Cosworth DFZ | G     | Philippe Alliot       | KI  | 17  | KI  | KI  | 10  | KI  | KI  | 14  | KI  | 12  | 9   | KI  | KI  | 14  | 9   | 10  | 0      | -        |
| 1989 | Larrousse & Calmels | LC88B   | Lamborghini 3512  | G     |                       | BRA | SMR | MON | MEX | USA | CAN | FRA | GBR | GER | HUN | BEL | ITA | EUR | ESP | JPN | AUS | 1*     | 15.      |
| 1989 | Larrousse & Calmels | LC88B   | Lamborghini 3512  | G     | Yannick Dalmas        | NK  |     |     |     |     |     |     |     |     |     |     |     |     |     |     |     | 1*     | 15.      |
| 1989 | Larrousse & Calmels | LC88B   | Lamborghini 3512  | G     | Philippe Alliot       | 12  |     |     |     |     |     |     |     |     |     |     |     |     |     |     |     | 1*     | 15.      |

* Pontot a Lola LC89-cel szereztek

## Forráshivatkozások
1. ↑  A Larrousse-sztori… (magyar nyelven). Napi F1 sztori, 2020. április 9. (Hozzáférés: 2024. november 20.)
2. ↑  ARV factory (2018. január 1.). „Philippe Alliot Big Crash 1988 F1 Mexico Qualify”.
3. ↑  Archives, L. A. Times: Alliot Unhurt After Crashing in Mexican Grand Prix Qualifying (amerikai angol nyelven). Los Angeles Times, 1988. május 29. (Hozzáférés: 2024. november 20.)
4. ↑  Lola Heritage - History. web.archive.org, 2017. december 23. [2017. december 23-i dátummal az eredetiből archiválva]. (Hozzáférés: 2024. november 20.)
5. ↑  Grille de départ F1 (fr-FR nyelven). MANOIR AUTOMOBILE de Lohéac. (Hozzáférés: 2024. november 20.)